# 小行星7830
小行星7830（7830 Akihikotago）是一颗绕太阳运转的小行星，为主小行星带小行星。该小行星于1993年2月24日发现。

## 轨道参数
小行星7830的轨道半长轴为2.3859975 UA，离心率为0.163。